# Самнер, Уильям Грэм
Уи́льям Грэм Са́мнер (30 октября 1840, Патерсон, Нью-Джерси, США — 12 мая 1910, Энглвуд, Нью-Джерси, США) — американский социолог, философ

, экономист и публицист, профессор политических и социальных наук Йельского университета.

## Биография
Уильям Грем Самнер родился в городе Патерсон, Нью-Джерси, 30 октября 1840 года. Он был сыном Томаса Самнера, механика, который приехал в США из Ланкашира, Англия, в 1836 году и женился здесь на Саре Грэм, которая была также английского происхождения. Она умерла, когда Уильяму Грему Самнеру было восемь лет.
Самнер вырос в Хартфорде, штат Коннектикут, и получил образование в государственных школах этого города. Он окончил Йельский колледж в 1863 году, а летом того же года отправился в Европу. Он провёл зиму 1863—1864 годов в Женеве, Швейцария, изучая французский и иврит.
Находился в Гёттингене в течение следующих двух лет, изучая древние языки, историю и библиоведение. В апреле 1866 года Уильям Грем Самнер отправился в Оксфордский университет, где изучал англиканскую теологию. Там его любовь к политической науке, которая восходила к его детству, снова проснулась и усилилась через чтение Бокля и обсуждение со своими коллегами-студентами.
В 1866 году Самнера избрали руководителем группы студентов в Йельском университете, и в сентябре того же года он приступил к исполнению своих обязанностей. Уильям Грем Самнер был рукоположен в сан диакона протестантской епископальной церкви в 1867 году и священника в 1869 году. Он покинул пост руководителя в марте 1869 года, чтобы стать помощником настоятеля храма Голгофской Церкви в Нью-Йорке. С сентября 1870 до сентября-октября 1872 года он был настоятелем церкви Спасителя в Мористауне, Нью-Джерси.
Разделял идеи социального дарвинизма. Вслед за Гербертом Спенсером провозглашал универсальность естественного отбора и борьбы за существование, перенося их принципы на человеческое общество. Исходя из этого, Самнер был сторонником социального неравенства, считая его необходимым условием существования цивилизации, и выступал в защиту капиталистической экономики laissez-faire против любых форм социализма или государственного регулирования.
В июне 1872 года он был избран профессором политических и социальных наук Йельского колледжа, занимая эту должность вплоть до выхода на пенсию в 1909 году. В 1875 году Самнер предложил свой курс социологии. Как указано в реестре Йельского университета во время его преподавательской карьеры, базовый курс социологии Уильяма Грэма Самнера испытал несколько различных модификаций.
Уильям Грэм Самнер умер в Энглвуде, Нью-Джерси, 12 апреля 1910 года и был похоронен в Гилфорде, штат Коннектикут.